# Дріммелен
Дріммелен (нід. Drimmelen) — муніципалітет і місто у Нідерландах, у провінції Північний Брабант.

## Населені пункти муніципалітету
Окрім однойменного міста до муніципалітету Дріммелен входять:
Міста
- Маде

Села
- Вагенберг
- Гоге-Звалюве
- Лаге-Звалюве
- Тергейден

Селища
- Гате

## Топографія
Нідерландська топографічна карта муніципалітету Дріммелен, червень 2015 року.

## Визначні уродженці
- Ґотфрід Схалкен (1643 – 1706) — нідерландський живописець
- Вім Гофкенс (1958) — нідерландський футболіст

## Галерея

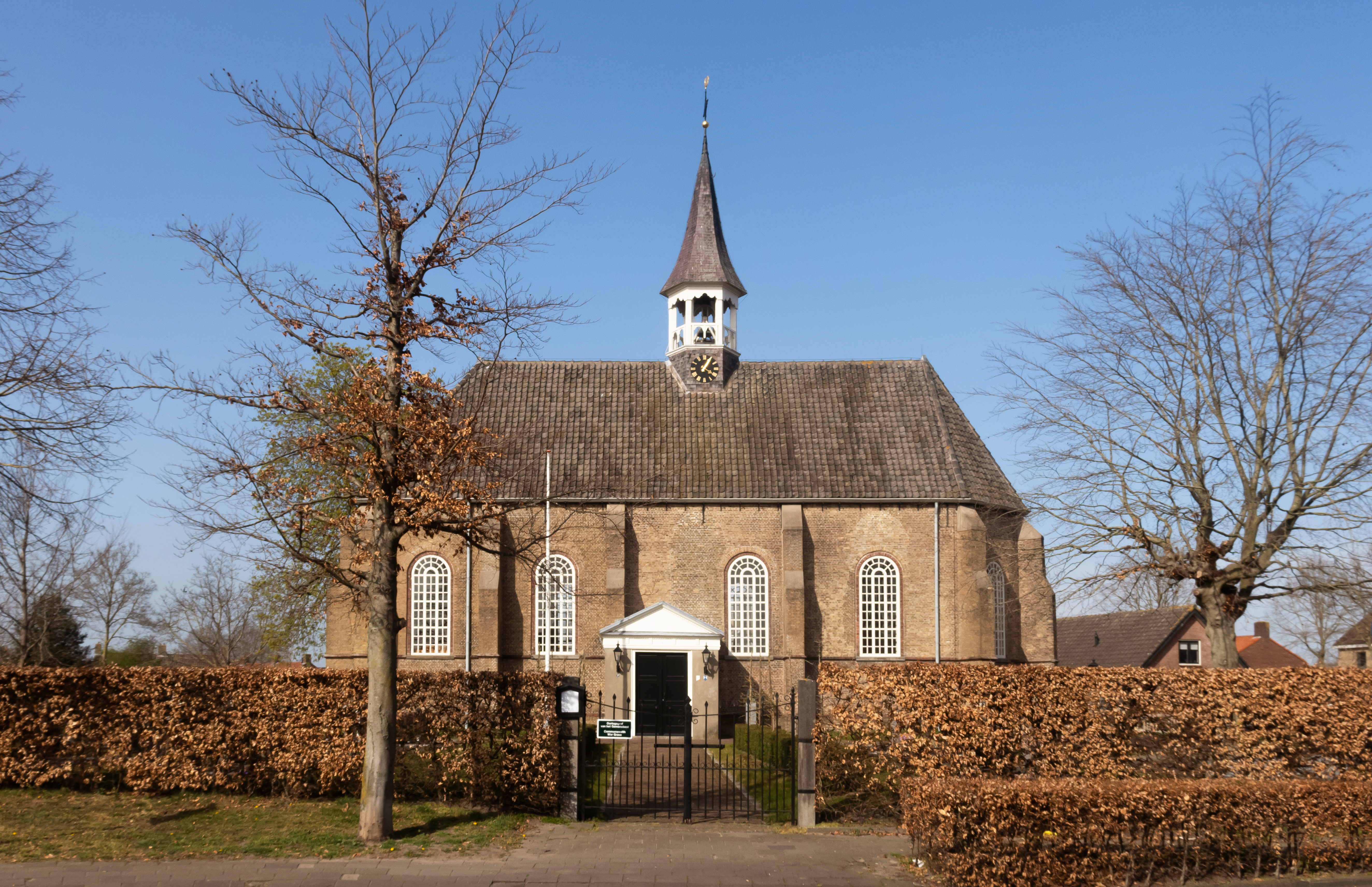
Реформистська церква в Маде
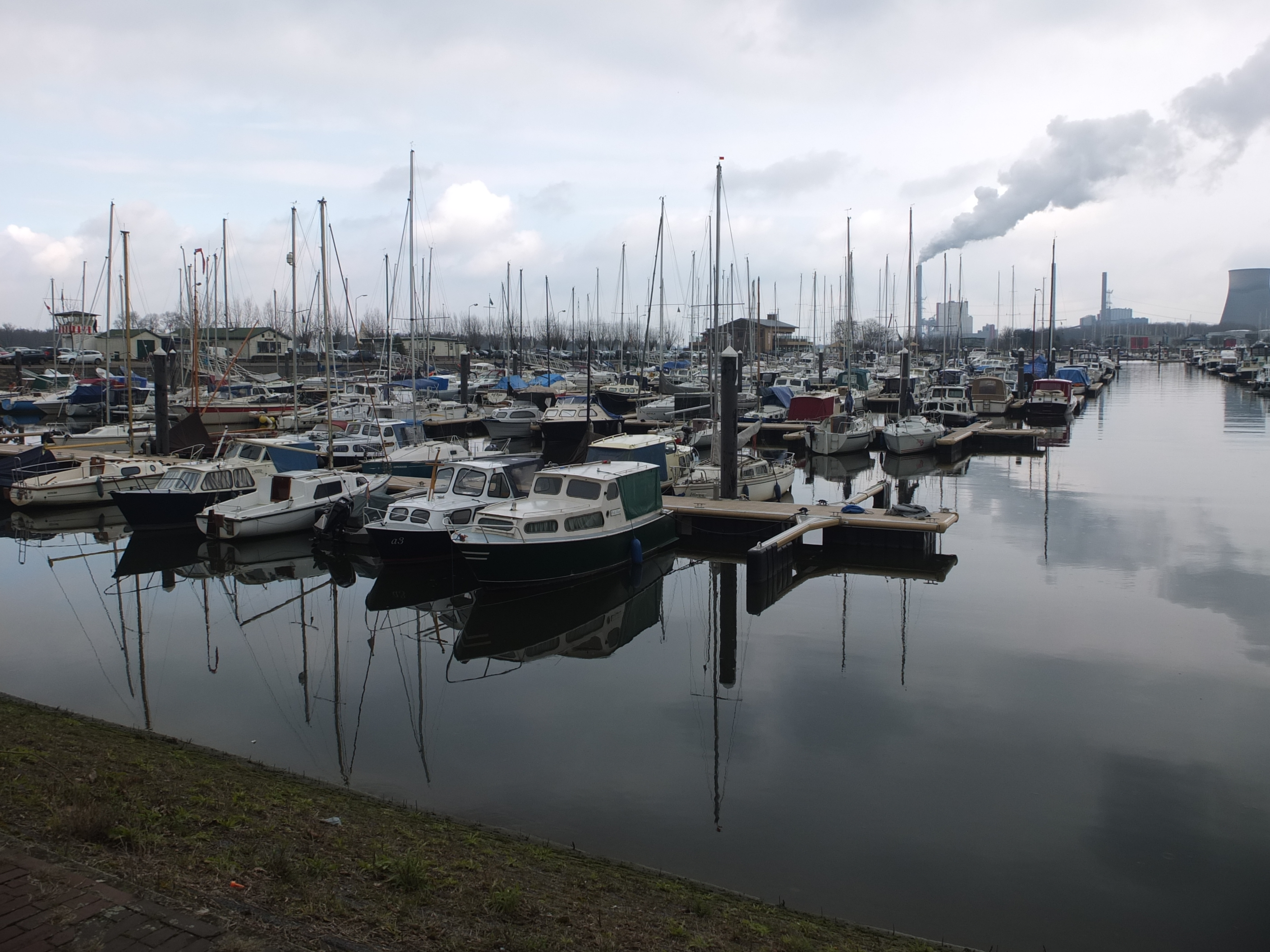
Марина в Дріммелені
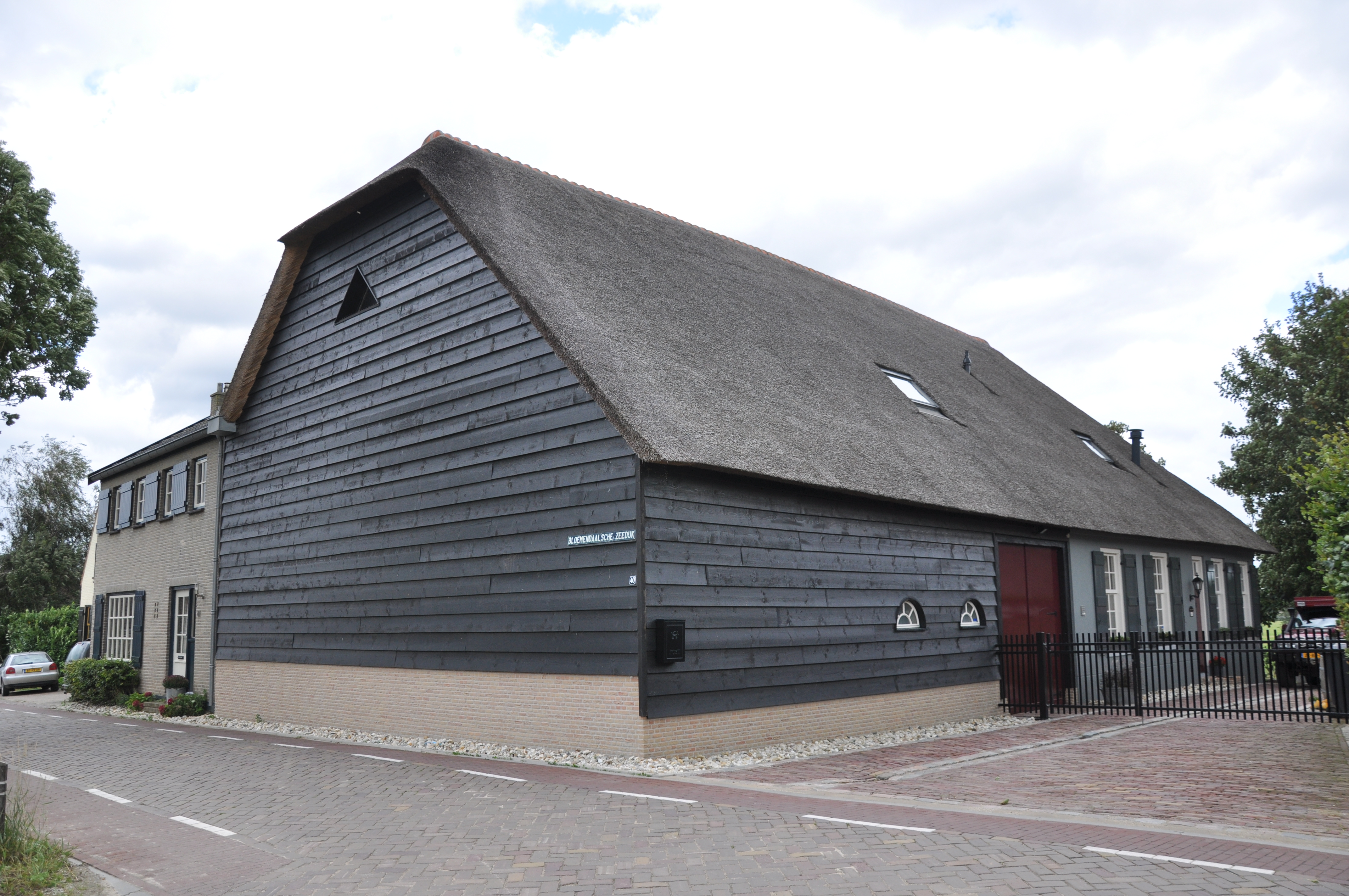
Комерційна будівля
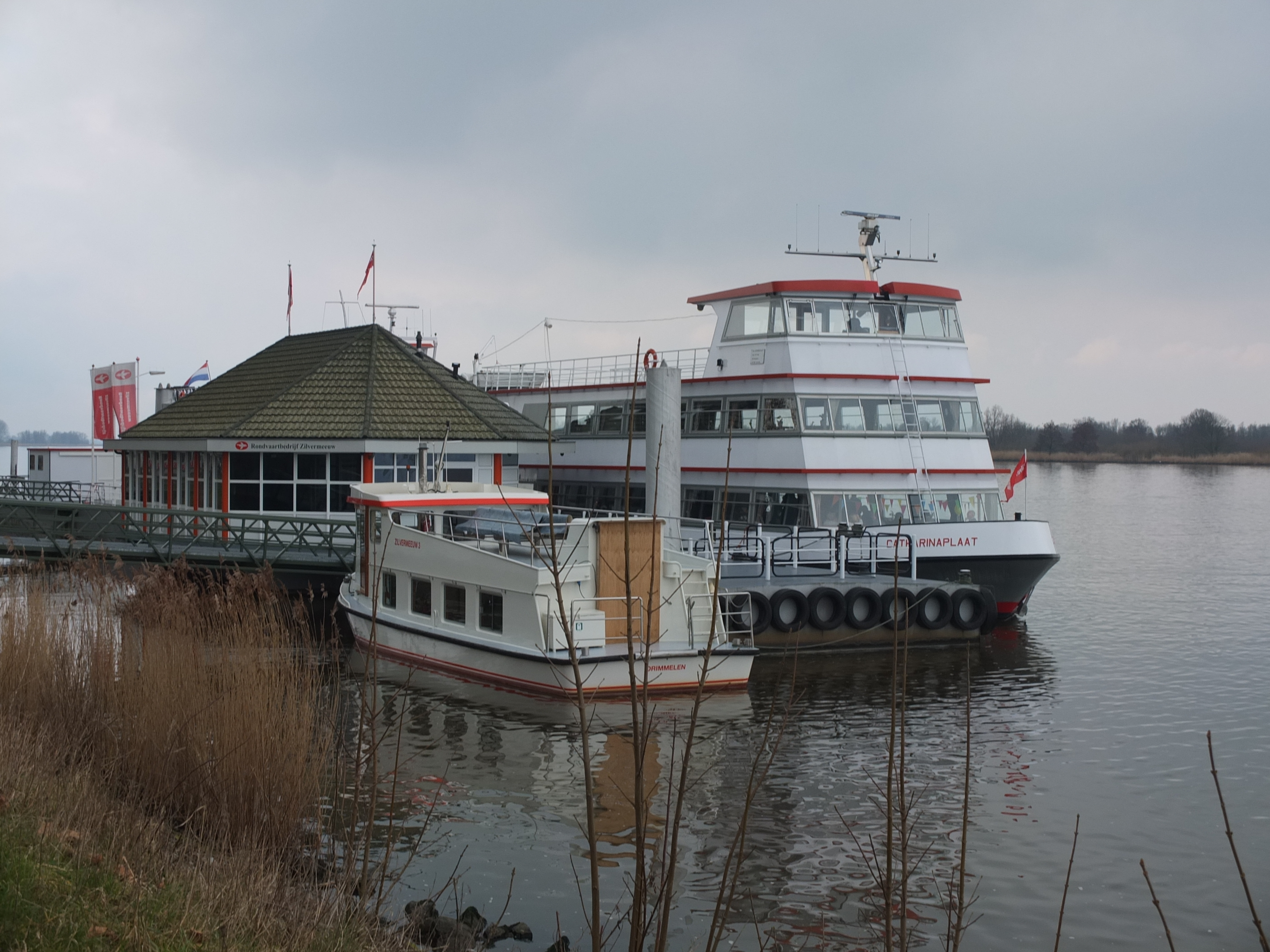
Причал у Дріммелені